# Kitadake
Kitadake ( 北岳 kita-dake?) es una montaña, la segunda más alta en Japón luego del monte Fuji. Se conoce como la "líder de los Alpes del Sur", y se incluye en la lista de las 100 montañas más famosas de Japón. Se sitúa en dentro de la cordillera de las montañas Akaishi (o "Alpes del Sur") en la prefectura de Yamanashi. Se eleva a 3193 metros sobre el nivel del mar.

## Geografía
El Macizo de Kitadake (北岳バットレス kitadakebattoresu?) tiene una ladera de 600 metros de roca y se encuentra al este de la montaña. 
En lo que respecta a la vegetación, la flora alpina crece abundantemente, especialmente en la cara sudeste de la montaña, a lo largo de la ruta hacia Nakashiranesan (中白峰山 nakashiranesan?), y a lo largo de los cursos de agua de Kusasuberi (草すべり kusasuberi?) y Migimata (右俣 migimata?) en Shiraneoike (白根御池 shiraneoike?), en el lado norte de la montaña. Los diferentes tipos de plantas pueden observarse desde cabañas cercanas a la montaña. La especie Kitadakesou (キタダケソウ kitadakesou?) está considerada como endémica en el lugar.   
Se calculó inicialmente que la montaña medía 3195 metros de altitud, pero una nueva medición realizada por el Instituto de Investigación Geológica de Japón determinó su altura en un metro más de diferencia con la medida anterior.

## Origen del nombre

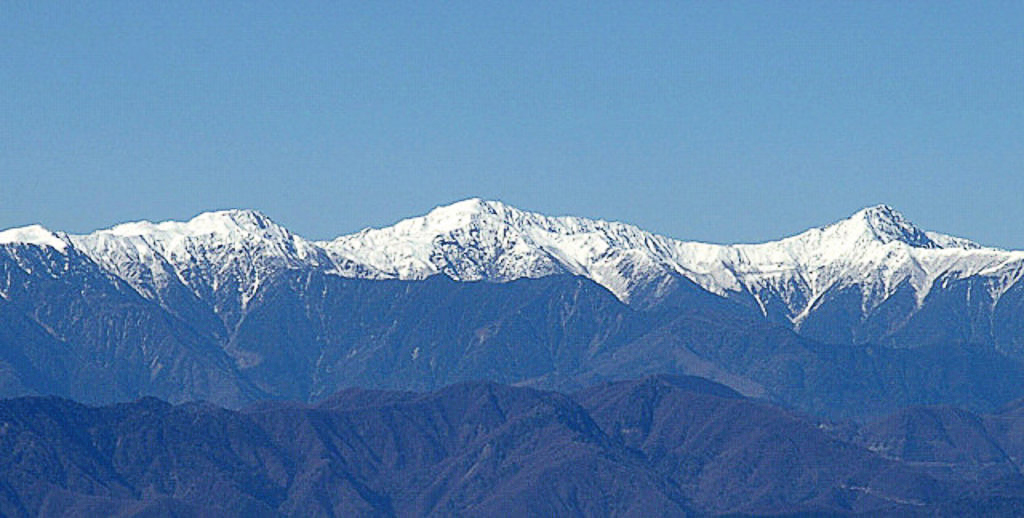
Shiranesanzan (de izquierda a derecha: Nōtoridake, Ainodake, Kitadake. Vista desde Kenashiyama en la Prefectura de Shizuoka. Noviembre de 2006).

La cadena de montañas que se agrupan en Kitadake son el Monte Ainodake (間ノ岳 aino-dake?) y el Monte Nōtoridake (農鳥岳 noutori-dake?), llamados Shiranesan (白根山 shirane-san?). El nombre Kitadake se refiere a su ubicación, siendo el pico más al norte de la cadena (kita significa "norte" en japonés). Hoy, cada pico se nombra como una montaña separada. El nombre Shiranesan significa "montaña cubierta en nieve". Las tres montañas juntas pueden también nombrarse como Shiranesanzan (白峰三山 shiranesanzan?).

## Alpinismo
El área montañosa alrededor de Kitadake es una de las más populares en Japón y con una reputación tal que la coloca en segundo lugar luego de la zona de los montes Yari y Hotaka. Los puntos de acceso para escalar se encuentran en Hirogawara (広河原 hirogawara?), al este; y también Ryōmata (両俣 ryoumata?) al oeste. La mayoría utiliza el salto de Hirogawara, en donde las instalaciones son mejores. Dos cabañas en la montaña proveen al viajero un lugar dónde estar hasta para 150 personas e incluso se encuentran zonas de camping.
Hay tres rutas principales de acceso a la cima de Kitadake. La primera comienza en Hirogawara y bordea el río Ōkanbazawa (大樺沢 ookanbazawa?) cuesta arriba a través del valle Daisekkei (大雪渓 daisekkei?). Otra ruta se aleja del valle y el río y emerge en el bosque en Shiraneoike-Kusasuberi. Y la tercera opción corre del punto de Ryōmata desde el campamento base en Nakashiranezawa (中白根沢 nakashiranezawa?) a la cima de la montaña.
Desde la cima se encuentra un camino bordeando la cresta a través de Nakashiranesan hasta Ainodake, [[Nishinōtoridake]] (西農鳥岳 nishinoutori-dake?), Nōtoridake, y continúa al sur. Un camino alternativo, (Ikeayama-tsurione (池山吊 ikeyamatsurione?)), ha sido construido y conecta la plataforma de vista panorámica en Jusenzan (鷲住山 Jusenzan?) con la cima, a través del sendero en Bōkonzawa (ボーコン沢 bookonzawa?). Este paseo no es muy popular salvo por la época invernal, en donde dicho camino se utiliza más. El Contrafuerte Kitadake es una ruta clásica para la escalada libre en Japón.
Las principales escalas de montaña para refugio en las cercanías de Kitadake son la cabaña Kitadakekatano (北岳肩ノ小屋 kitadakekatanokoya?), la casa de montaña Kitadake (北岳山荘 kitadakesansou?), la cabaña Shiraneoike (白根御池小屋 shiraneoikekoya?) y la cabaña Ryōmata (両俣小屋 ryoumatakoya?). 

## Imágenes

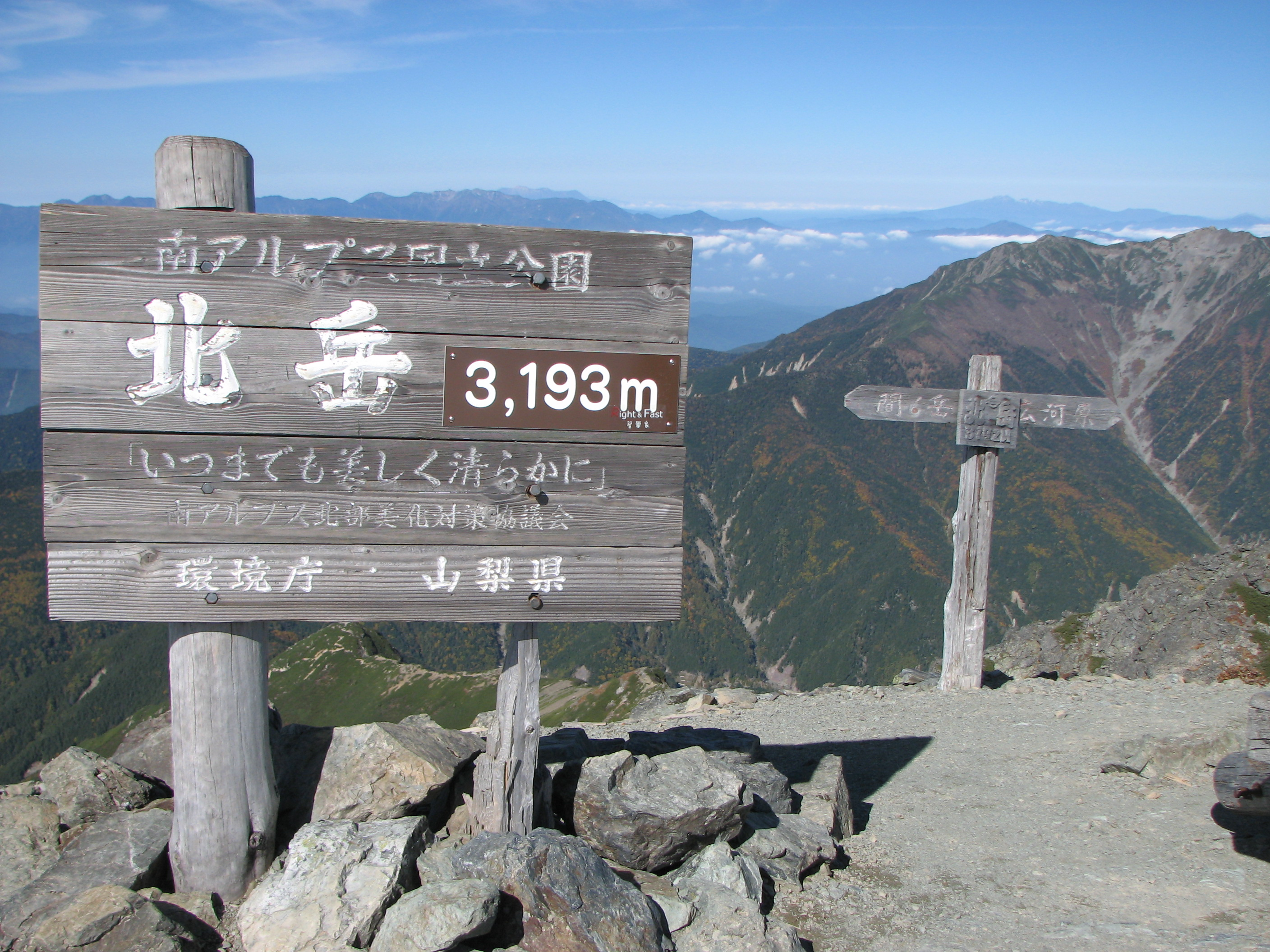
Dos letreros indicando la nueva y antigua elevación (13/10/2006)
Vista desde la cima 1 (13/10/2006)
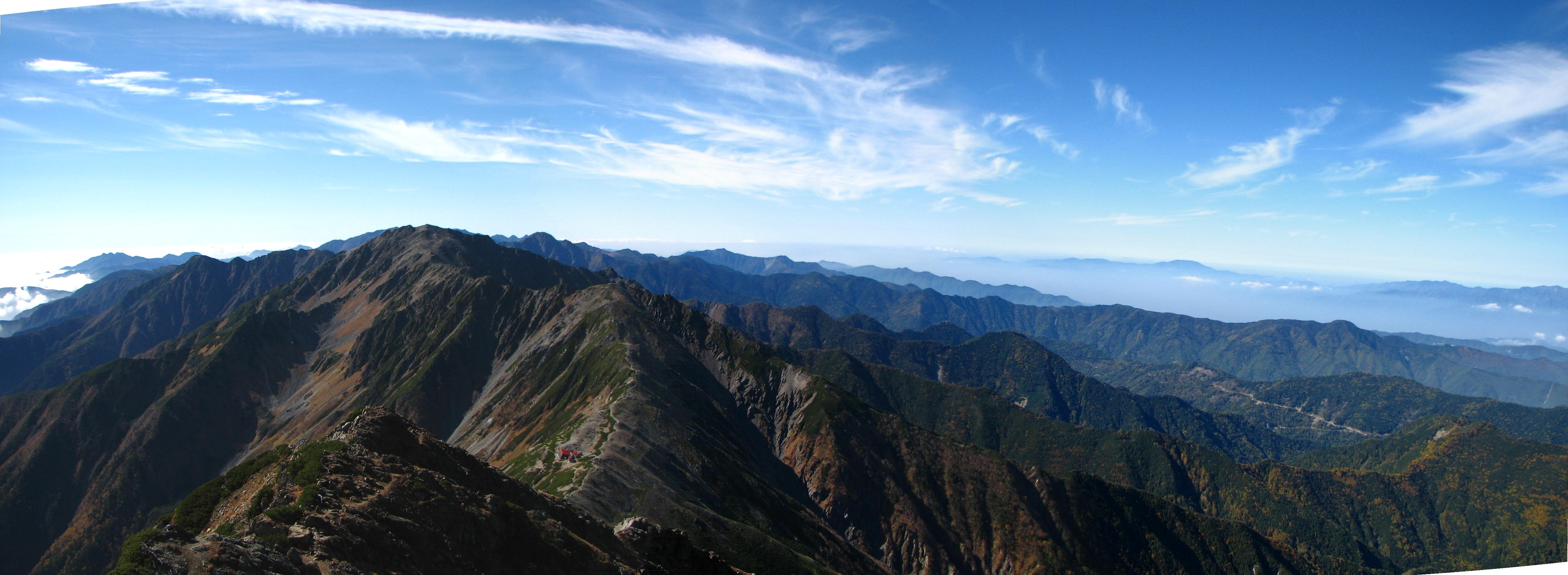
Vista desde la cima 2 (13/10/2006)

- Wikimedia Commons alberga una categoría multimedia sobre Kitadake.

- Datos: Q961873
- Multimedia: Mount Kita / Q961873